# Horst Grosse

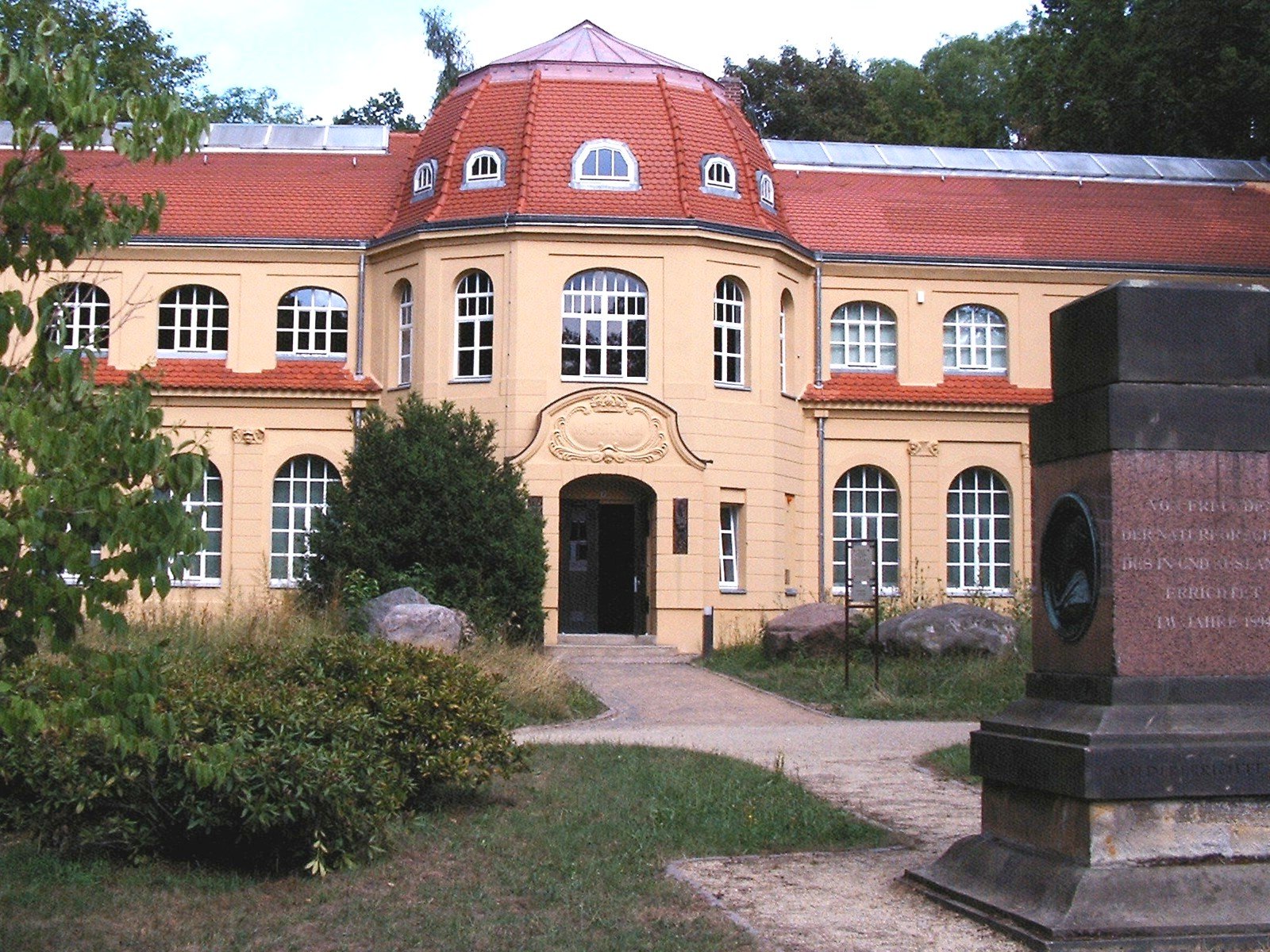
Das Mauritianum, die Wirkungsstätte von Horst Grosse

Horst Grosse (* 18. September 1920 in Altenburg; † 30. September 2001 ebenda) war ein deutscher Museologe, Ornithologe und Naturschützer.

## Leben
Horst Grosse war der Sohn des Altenburger Friseurmeisters Artur Grosse. Er wuchs in Altenburg auf, wo er 1939 am Gymnasium das Abitur ablegte. Danach war er bis Oktober 1940 als Laborant im Teerverarbeitungswerk Rositz tätig, bevor er zum Wehrdienst bei der Wehrmacht einberufen wurde. Er geriet in französische Kriegsgefangenschaft, in der er im Steinkohlenbergbau eingesetzt wurde. Als arbeitsunfähig wurde er im Juni 1951 entlassen und kehrte nach Altenburg, in die 1949 gegründete DDR, zurück.
Ohne erlernten Beruf war es für Horst Grosse schwierig, Fuß zu fassen. Er erhielt eine Anstellung im Haus der Jungen Pioniere in Altenburg, bevor er auf Vorschlag von Ernst Kirste vom Rat des Kreises Altenburg am 1. Mai 1954 mit der hauptamtlichen Leitung des Naturkundlichen Museums Mauritianum in Altenburg beauftragt worden ist. Er verdankt dies auch der Bekanntheit seines Vaters, der sich als aktives Mitglied der Kulturbundes zur demokratischen Erneuerung und als Kreisnaturschutzbeauftragter Verdienste erworben hatte und frühzeitig seinen Sohn Horst mit naturkundlichen und biologisch-ökologischen Themen bekannt machte.
1955 nahm Horst Grosse ein Fernstudium zum Museologen in Köthen und Weißenfels auf, das er 1959 abschloss.
Von seinem Vater übernahm er zum 1. Januar 1970 die Funktion der Naturschutzbeauftragten für den Kreis Altenburg. Dieses Amt übte er bis 1982 aus. Ferner war er Mitglied des Bezirksnaturschutzaktives im Bezirk Leipzig. 1964 rief er die Kleinsäugerforschung im Altenburger Land ins Leben.
Zu seinen Publikationen zählen sogenannte „sprechende Bücher“ unter dem Titel Vögel unserer Heimat, die im Zentralverlag für Blinde in den Jahren 1958 und 1965 erschienen sind. Er beteiligte sich ferner an den beiden Büchern Flora von Altenburg (1969) und Das Altenburger Land (1973).
1962 gab er die Beiträge zur Heimatkunde heraus. Diese Reihe wurde allerdings nicht fortgesetzt. In regelmäßigen Abständen erschienen hingegen ab 1958 die Abhandlungen und Berichte des Naturkundlichen Museums 'Mauritianum' Altenburg (später kurz: Mauritiana).
1985 trat er als Museumsdirektor im 65. Lebensjahr in den Ruhestand. Nach 1989 zog er sich ganz aus dem gesellschaftlichen Leben zurück und starb 2001 im Altenburger Stadtteil Kosma.

## Ehrungen
- 1979 Ehrennadel für besondere Leistungen im Naturschutz der DDR in Gold
- 1980 Johannes-R.-Becher-Medaille
- 1985 Ernennung zum Museumsrat